# スーザン・ウッドストラ
スーザン・ウッドストラ（Susan Jean "Sue" Woodstra、1957年5月21日 - ）は、アメリカ合衆国の元女子バレーボール選手。ロサンゼルスオリンピック銀メダリスト。

## 来歴
カリフォルニア州コルトン（英語版）出身。南カリフォルニア大学卒業。1984年のロサンゼルスオリンピックでは、アリー・セリンジャー監督の下で銀メダルを獲得した。
日本のバレーボール日本リーグでも活躍した。ロサンゼルスオリンピック後の1984年に日本電気に入団。通算5シーズン在籍しチームの参謀役として活躍した。
今日でも、南カリフォルニア大学のGalen Center（英語版）バレーボールコートには、ウッドストラの背番号4の横断幕が掲げられている。

## 球歴
- 1984年 - ロサンゼルスオリンピック銀メダル

## 受賞歴
- 1987年 第36回黒鷲旗全日本選手権 - ベスト6[3]

## 参考
- スーザン・ウッドストラ - Olympedia（英語）